# Liste der denkmalgeschützten Objekte in Radonice
Grundlage dieser Liste der denkmalgeschützten Objekte in Radonice ist die ÚSKP-Liste (Ústřední seznam kulturních památek České republiky, deutsch Zentrale Liste der Kulturdenkmäler der Tschechischen Republik), die von der tschechischen Denkmalschutzbehörde NPÚ (Národní památkový ústav, deutsch Nationale Denkmalbehörde) seit 1987 geführt wird und an die seit dem Jahr 1850 geschaffenen Listen anschließt.

## Denkmalgeschützte Objekte nach Ortsteilen

### Radonice(Radonitz)
| Lage                           | Objekt                     | Beschreibung                                                        | ÚSKP-Nr.                  | Bild           |
| ------------------------------ | -------------------------- | ------------------------------------------------------------------- | ------------------------- | -------------- |
| Radonice (Standort)            | Kirche Mariä Geburt        | Pfarrkirche Mariä Geburt, erbaut 1702 nach Plänen von Peter Forting | 18082/5-715 Info Katalog  | weitere Bilder |
| Radonice 120 (Standort)        | Haus Nr. 120               | Bauerngehöft                                                        | 101394 Info Katalog       | Haus Nr. 120   |
| Radonice 1 (Standort)          | Schloss Radonice           | Barockschloss, umgebaut zum Rathaus                                 | 28762/5-716 Info Katalog  | weitere Bilder |
| Radonice 18 ()                 | Haus Nr. 18                | Bauerngehöft (1972 abgerissen)                                      | 47652/5-717 Info Katalog  |                |
| Radonice 2 (Standort)          | ehem. Pfarramt             | ehem. Pfarramt                                                      | 47653/5-720 Info Katalog  | ehem. Pfarramt |
| Radonice, Dorfplatz (Standort) | Mariensäule mit 4 Heiligen | Mariensäule mit 4 Heiligen (1846)                                   | 32958/5-5024 Info Katalog | weitere Bilder |
| Radonice 67 (Standort)         | Bauernhaus Nr. 67          | Bauerngehöft                                                        | 35505/5-721 Info Katalog  | BW             |
| Radonice 97 (Standort)         | Haus Nr. 97                | Bürgerhaus                                                          | 35595/5-719 Info Katalog  | Haus Nr. 97    |

### Miřetice u Vintířova (Meretitz)
| Lage                                             | Objekt    | Beschreibung | ÚSKP-Nr.                 | Bild      |
| ------------------------------------------------ | --------- | ------------ | ------------------------ | --------- |
| Miřetice u Vintířova, bei Haus Nr. 30 (Standort) | Bildstock | Bildstock    | 41840/5-859 Info Katalog | Bildstock |

### Vintířov (Winteritz)
| Lage                                                     | Objekt                    | Beschreibung                                                                           | ÚSKP-Nr.                 | Bild           |
| -------------------------------------------------------- | ------------------------- | -------------------------------------------------------------------------------------- | ------------------------ | -------------- |
| Vintířov, Vintířovský vrch (Winteritzer Berg) (Standort) | Marienkapelle             | barocke Wallfahrtskapelle Mariahilf auf dem Vintířovský vrch (Winteritzer Berg, 386 m) | 42016/5-858 Info Katalog | weitere Bilder |
| Vintířov 1, 4 und 9 (Standort)                           | Schloss Vintířov          | Altes und Neues Schloss Vintířov                                                       | 22119/5-856 Info Katalog | weitere Bilder |
| Vintířov, Dorfplatz (Standort)                           | Kirche der hl. Margarethe | Barockkirche der hl. Margarethe                                                        | 25092/5-855 Info Katalog | weitere Bilder |
| Vintířov, am Rande des Schlossparks (Standort)           | Marienkapelle             | Marienkapelle                                                                          | 19909/5-857 Info Katalog | Marienkapelle  |